# Correllengua
 (mai 2025).
Si vous disposez d'ouvrages ou d'articles de référence ou si vous connaissez des sites web de qualité traitant du thème abordé ici, merci de compléter l'article en donnant les références utiles à sa vérifiabilité et en les liant à la section « Notes et références ».

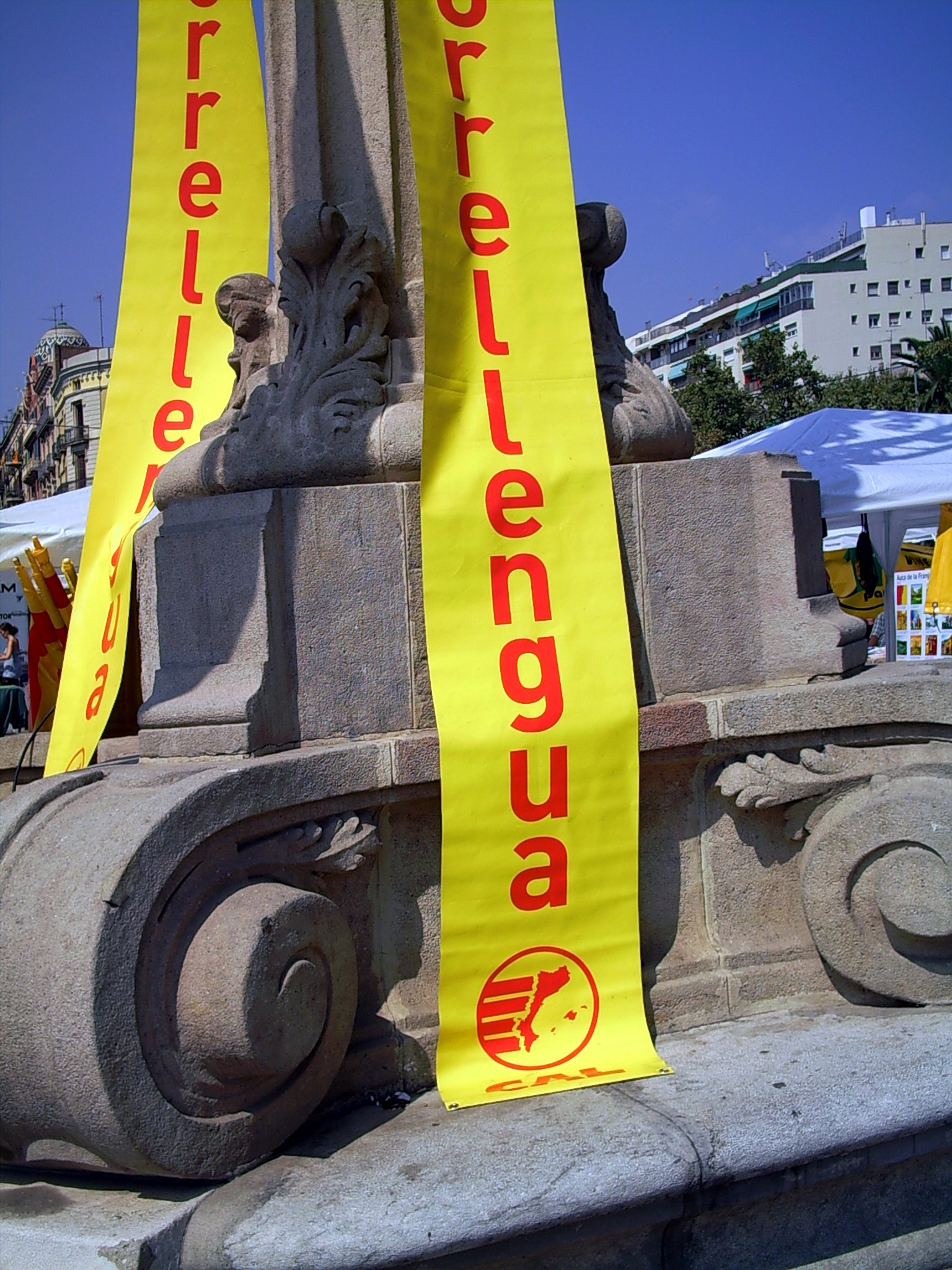
Correllengua 2007.

Le correllengua est une manifestation de sensibilisation culturelle annuelle visant à la défense et la promotion de la langue catalane.

## Historique
Après des antécédents en 1993 à Majorque et en 1995 dans la Communauté valencienne, elle a été instaurée à partir de 1996 dans l'ensemble des régions de langue catalane. Elle est dirigée en Catalogne par la Coordinadora d'Associacions per la Llengua Catalana (ca), dans le Pays valencien par Acció Cultural del País Valencià et à Majorque par les Joves de Mallorca per la Llengua.
Elle est inspirée de la Korrika, course bisannuelle en faveur de la langue basque, et donne lieu à diverses célébrations : danses, fanfares, correfocs etc.